# 奧拉寧鮑姆
奥拉宁鲍姆（發音：[oˈʁaːniənˌbaʊm] ⓘ）是德国萨克森-安哈尔特州维滕贝格县曾经的一个市镇，面积32.3平方千米，2014年12月31日人口为2,931人。2011年1月1日，奥拉宁鲍姆与沃利茨及另外8个市镇合并为新市镇奥拉宁鲍姆-沃利茨。